# 각기둥
| 고른 다면체의 집합           | 고른 다면체의 집합       |
| ---------------------------- | ------------------------ |
| (육각기둥을 나타냈다)        |                          |
| 종류                         | 고른 다면체              |
| 콘웨이 다면체 표기법         | Pn                       |
| 면                           | 2+n 전체: 2 {n} n {4}    |
| 모서리                       | 3n                       |
| 꼭짓점                       | 2n                       |
| 슐레플리 기호                | {n}×{} or t{2, n}        |
| 콕서터 다이어그램            |                          |
| 꼭짓점 배치                  | 4.4.n                    |
| 대칭군                       | Dnh, [n,2], (*n22), 4n차 |
| 회전군                       | Dn, [n,2]+, (n22), 2n차  |
| 쌍대다면체                   | 쌍각뿔                   |
| 특성                         | 볼록, 점추이 반정다면체  |
| n각기둥의 전개도(n = 9일 때) |                          |

기하학에서 각기둥(문화어: 모기둥)은 n각형 밑면과 그것의 평행 이동(회전 없이 엄격하게 이동)된 복사본을 두 번째 밑면으로 가지고, n개의 다른 면들은 (모두 평행사변형이여야 한다) 두 밑면의 대응하는 변을 연결하는 다면체이다. 밑면에 평행한 단면들은 모두 밑면을 평행이동한 것이다. 각기둥은 밑면을 따라서 이름을 정하기 때문에 오각형 밑면을 가지는 각기둥은 오각기둥이라 부른다. 각기둥은 기둥형 다면체의 한 부분이다.
"각기둥"은 "각주"라고도 하는데, 한 직선에 평행하는 셋 이상의 평면과 이 직선과 만나는 2개의 평행한 평면으로 둘러싸인 다면체로서 각기둥의 밑면은 합동이고, 옆면은 모두 직사각형이다.

## 종류
| 삼각기둥 | 사각기둥 | 오각기둥 | 육각기둥 |

삼각기둥, 사각기둥, 오각기둥, 육각기둥 등이 있다.
대체로 {\displaystyle n}각기둥은 밑면이 {\displaystyle n}각형인 각기둥이다.
또한 원이 밑면인 원기둥도 있다.

## 공식
밑면의 넓이가 {\displaystyle A_{b}}, 밑면의 둘레가 {\displaystyle p}, 높이가 {\displaystyle h}, 각기둥의 부피와 겉넓이는 다음과 같다.
{\displaystyle V=A_{b}h\,}
{\displaystyle A=2A_{b}+ph\,}